# Пушкарьов Федір Степанович
Фе́дір Степа́нович Пушкарьо́в (25 червня 1908 , Покровський повітd, Владимирська губернія  — 22 лютого 1978 , Москва ) — радянський військовий діяч, льотчик, гвардії полковник. Депутат Верховної Ради УРСР 1-го скликання (1938–1947).

## Біографія
Народився 25 червня 1908 року в родині робітників в селі Орєхово, тепер місто Орєхово-Зуєво, Московська область, Росія. З 1919 по 1924 рік був пастухом в селі Осиновка Уфимської губернії. З 1925 по 1930 рік — учень столяра в місті Орєхово-Зуєво Московської губернії.
8 листопада 1930 року призваний до лав Червоної армії і направлений у 116-й артилерійський полк Московського військового округу в місто Моршанськ. З 2 січня по 15 вересня 1931 року навчався у полковій школі, після чого служив помічником командира взводу управління.
Член ВКП(б) з 1931 року.
У грудні 1931 року направлений у Єйську військову школу військових льотчиків і льотних спостерігачів імені Сталіна, після закінчення якої в травні 1933 року призначений пілотом в 168-й корпусний авіаційний загін ВПС Українського військового округу в місті Конотопі. З січня 1934 року командував ланкою цього авіазагону.
У грудні 1936 року лейтенант Пушкарьов був переведений на ту ж посаду в 29-у швидкісну бомбардувальну авіаційну ескадрилью в місто Овруч.
З 25 травня 1937 року по 10 березня 1938 року знаходився в «урядовому відрядженні» в Іспанії. За мужність і героїзм у боях був нагороджений двома орденами Червоного Прапора.
Після повернення в СРСР у травні 1938 року капітан Пушкарьов був призначений помічником і заступником командира 48-го швидкісного бомбардувального авіаційного полку ВПС Київського особливого військового округу в місті Умань.
26 червня 1938 року обраний депутатом Верховної Ради УРСР 1-го скликання по Уманській виборчій окрузі № 86 Київської області.
У липні 1938 року призначений командиром 33-го швидкісного бомбардувального авіаційного полку в місті Біла Церква. На цій посаді з 17 вересня по 17 жовтня 1939 року брав участь в окупації Червоною армією Західної України і Західної Білорусі.
У період радянсько-фінської війни з 2 лютого по 13 березня 1940 року разом з полком брав участь в бойових діях на петсамському напрямі у складі ВПС 14-ї армії. Особисто здійснив 9 бойових вильотів, за що 7 травня 1940 року був нагороджений орденом Червоного Прапора.
Напередодні німецько-радянської війни 33-й швидкісний бомбардувальний авіаційний полк входив в 19-у бомбардувальну авіаційну дивізію ВПС Київського особливого військового округу.
З початком німецько-радянської війни полк під командуванням полковника Пушкарьова вів бойові дії на Південно-західному фронті. Брав участь в прикордонній битві і Київській оборонній операції.
10 грудня 1941 року полковник Пушкарьов призначений командиром 19-ї бомбардувальної авіаційної дивізії. З 10 лютого 1942 року виконував обов'язки начальника управління 1-ї повітряної траси ВПС Червоної армії в місті Куйбишеві.
У липні 1942 року призначений командиром 284-ї бомбардувальної авіаційної дивізії. У кінці липня 1942 року дивізія увійшла до сформованої на Брянському фронті 15-ї повітряної армії і з осені здійснювала бойові завдання на воронезькому напрямі. У кінці листопада 1942 дивізія переформована в 284-у нічну бомбардувальну авіаційну дивізію. 30 березня 1943 року 284-а нічна бомбардувальна авіадивізія була перейменована у винищувальну.
У середині квітня 1943 року полковник Пушкарьов був призначений тво. командира новосформованої 315-ї винищувальної авіаційної дивізії. З 27 травня 1943 року командував 280-ю бомбардувальною авіаційною дивізією, що входила до складу 14-ї повітряної армії Волховського фронту.
У грудні 1943 року полковник Пушкарьов направлений на навчання на курси при Військовій академії командного і штурманського складу ВПС Червоної армії. Після їх закінчення в липні 1944 року призначений командиром 1-ї гвардійської змішаної авіаційної дивізії, перетвореної 11 листопада 1944 року в 16-у гвардійську винищувальну авіадивізію у складі 7-ї повітряної армії Карельського фронту.
У кінці січня 1945 року полковник Пушкарьов був переведений на посаду командира 327-ї бомбардувальної авіаційної дивізії, що входила до складу 5-го бомбардувального авіаційного Люблінського Червонопрапорного корпусу 4-ї повітряної армії 2-го Білоруського фронту. Особисто Пушкарьов здійснив 36 бойових вильотів, з них два на літаку «Бостон» на міста Данциг і Штеттін, де проходили найзапекліші бої.
Після війни продовжував командувати 327-ю бомбардувальною авіаційною дивізією до вересня 1946 року, потім був у резерві ВПС.
З лютого 1947 року командував 338-м окремим транспортним авіаційним полком 5-ї повітряної армії Одеського військового округу.
З травня 1947 року полковник Пушкарьов виконував обов'язки помічника командира з льотної підготовки 5-ї гвардійської бомбардувальної авіаційної дивізії 15-ї повітряної армії Прибалтійського військового округу. З серпня 1950 року командував 47-ю бомбардувальною авіаційною дивізією.
З вересня 1952 року по листопад 1954 року навчався у Вищій військовій академії імені Ворошилова.
У лютому 1956 року призначений інспектором Інспекції бомбардувальної авіації Головної інспекції Міністерства оборони СРСР.
7 травня 1956 року звільнений в запас. Помер 22 лютого 1978 року в Москві.

## Звання
- гвардії полковник (25.04.1940)

## Нагороди
- два ордени Леніна (29.12.1941, 30.12.1956)
- чотири ордени Червоного Прапора (03.11.1937, 02.03.1938, 07.05.1940, 15.11.1950)
- орден Суворова 2-го ступеня (29.05.1945)
- орден Вітчизняної війни 1-го ступеня (10.03.1943)
- два ордени Червоної Зірки (01.03.1943, 06.11.1945)
- медаль «За бойові заслуги» (03.11.1944),
- медаль «За оборону Ленінграда» (22.12.1942)
- медаль «За оборону Києва» (21.06.1961)
- медаль «За оборону Радянського Заполяр'я» (05.12.1944)
- медаль «За перемогу над Німеччиною у Великій Вітчизняній війні 1941—1945 рр.» (09.05.1945)
- медаль «За взяття Кенігсберга» (09.06.1945)
- медаль «30 років Радянській Армії та Флоту» (22.02.1949)
- медаль «За Одру, Нису і Балтику» (ПНР)